# Black Sunday (film)
Pour les articles homonymes, voir Black Sunday (homonymie).
Pour plus de détails, voir Fiche technique et Distribution.
Black Sunday ou Dimanche Noir au Québec est un film américain réalisé par John Frankenheimer et sorti en 1977. Il s'agit d'une adaptation du roman du même nom de Thomas Harris, publié deux ans plus tôt.

## Synopsis
Au cours d'un raid meurtrier sur le quartier général de l'organisation Septembre noir à Beyrouth, le major israélien Kabakov épargne Dahlia Lyad. La jeune femme vient d'enregistrer un message à destination de l'Amérique dans lequel elle parle d'un attentat meurtrier à venir. Aux États-Unis, Kabakov entre en contact avec Corley, du FBI, pour le prévenir du danger. Pendant ce temps, à Los Angeles, Dahlia retrouve Michael Lander, un pilote traumatisé par la guerre.

## Fiche technique
Sauf indication contraire, les informations mentionnées dans cette section peuvent être confirmées par la base de données cinématographiques IMDb,  présente dans la section « Liens externes ».
- Titre original et français : Black Sunday
- Titre québécois : Dimanche Noir
- Réalisation : John Frankenheimer
- Scénario : Ernest Lehman, Kenneth Ross et Ivan Moffat, d'après le roman de Thomas Harris
- Photographie : John A. Alonzo
- Musique : John Williams
- Montage : Tom Rolf
- Costumes : Ray Summers
- Société de production : Robert Evans Company
- Distribution : Paramount Pictures
- Genre : thriller, drame, aventures
- Durée : 143 minutes
- Dates de sortie :
  - États-Unis : 11 mars 1977
  - France : 17 août 1977

## Distribution
- Robert Shaw (VF : Marcel Bozzuffi) : le major David Kabakov
- Bruce Dern (VF : Marc de Georgi) : le capitaine Michael Lander
- Marthe Keller (VF : Elle-même) : Dahlia Lyad
- Fritz Weaver (VF : Alain Mottet) : Sam Corley
- Steven Keats (VF : Claude Giraud) : Robert Moshevsky
- Victor Campos (VF : Serge Sauvion) : Nageeb
- Bekim Fehmiu (VF : Sady Rebbot) : Mohammad Fasil
- Clyde Kusatsu (VF : Roger Carel) : le capitaine Ogawa
- William Daniels (VF : André Falcon) : Alan Pugh
- Michael V. Gazzo (VF : Albert Médina) : Muzi
- Walter Gotell (VF : Raymond Loyer) : le colonel Riat
- John Frankenheimer : le réalisateur de la chaîne couvrant le Super Bowl (caméo)

## Production

### Genèse et développement
Le film est adapté de Black Sunday, le premier roman de Thomas Harris publié en 1975, lui-même inspiré de la prise d'otages des Jeux olympiques de Munich en 1972.
Gene Hackman, qui venait de tourner avec John Frankenheimer dans French Connection 2 (1975), a été envisagé pour le rôle du major David Kabakov. Les noms de James Caan, Jack Nicholson et Robert Duvall seront évoqués pour incarner Michael J. Lander.

### Tournage

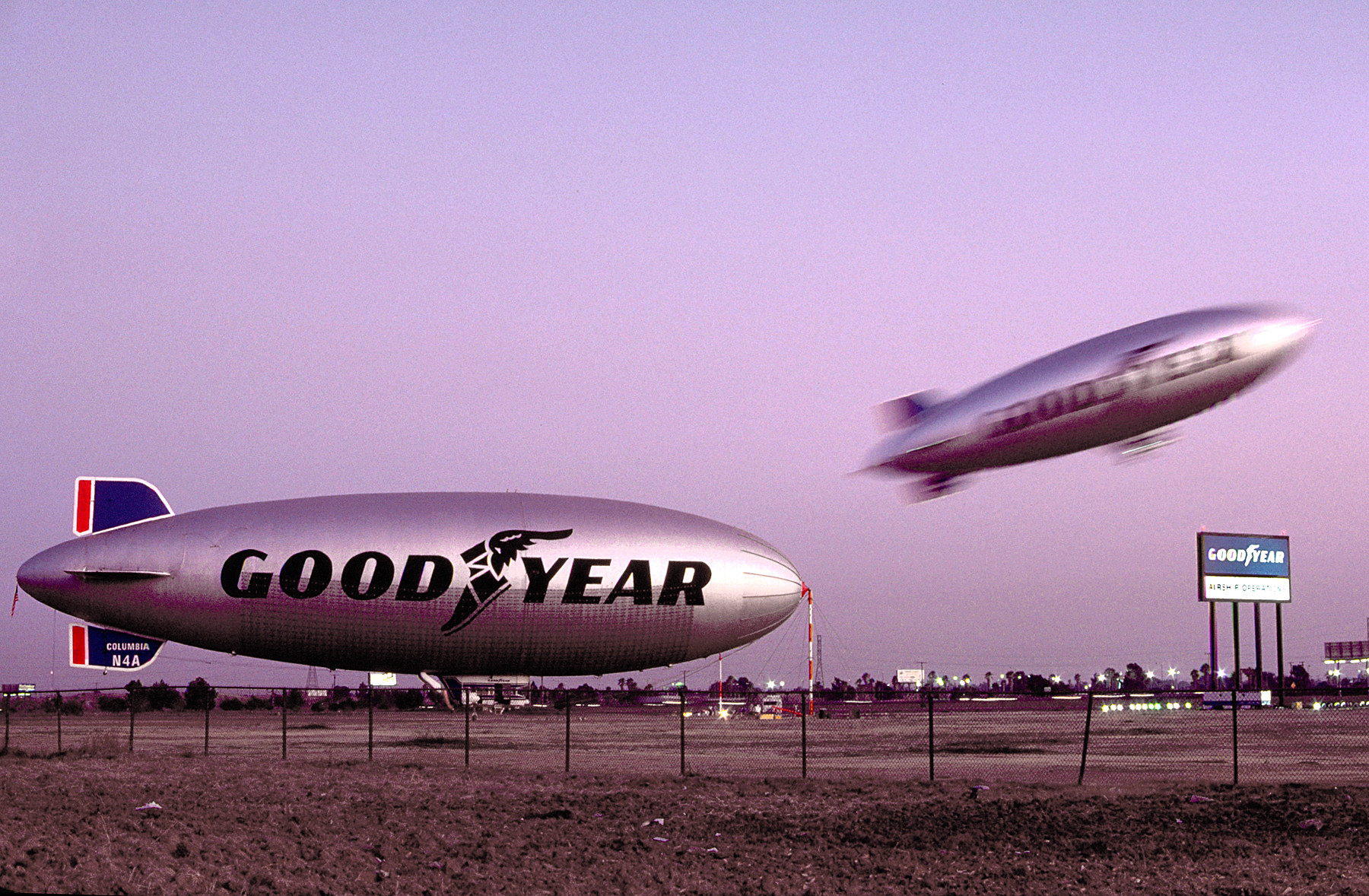
Un dirigeable Goodyear similaire à ceux utilisés dans le film

Le tournage a lieu en 1976. Il se déroule à Miami (notamment l'Orange Bowl), à Los Angeles (Brentwood), Carson en Californie, Spring au Texas ou encore dans l'Oregon. Les scènes se déroulant au Liban sont notamment tournées à Tanger au Maroc.
Le tournage des scènes de football a lieu au Miami Orange Bowl durant le Super Bowl X, opposant les Cowboys de Dallas aux Steelers de Pittsburgh (on peut notamment voir un touchdown de Lynn Swann).
Le réalisateur a pu bénéficier du soutien de l'entreprise Goodyear, avec laquelle il avait entretenu de bonnes relations sur le tournage de Grand Prix (1966). La marque de pneumatiques a ainsi fourni à la production du film trois énormes ballons dirigeables publicitaires.

## Musique
La musique du film est composée par John Williams. Elle n'est éditée en CD qu'en 2010, à seulement 10 000.

## Accueil
Pour le magazine Télé 7 jours, Black Sunday est un film d'espionnage à « l'idéologie contestable ». Néanmoins, le spectateur peut « se contenter du spectacle présenté : suspense, violence et happy-end, les meilleurs atouts du film ».
Le film fut un succès mais le cinéaste déplorera le manque de temps et d'argent indispensable à la finalisation des effets spéciaux[réf. nécessaire].

## Commentaires

### Sortie vidéo et diffusion en télévision
Black Sunday est sorti en DVD zone 1, avec version originale & doublage français, en 2003[réf. nécessaire]. Fin 2024, l'éditeur français Sidonis Calysta annonce la sortie du film en combo collector blu-ray/DVD pour le mois de janvier 2025.
Le film n'est presque plus diffusé sur les chaînes câblées américaines. Les scènes finales se rapprochent (un peu trop) des attentats du 11 septembre 2001[réf. nécessaire].

### Postérité
La scène dans laquelle Marthe Keller — habillée en infirmière — tente d'assassiner Robert Shaw, se retrouvera chez Quentin Tarantino dans Kill Bill : Volume 1 (2003). Dans ce film c'est Darryl Hannah qui se déguise en infirmière afin d'occire Uma Thurman,.